# Neoplocaederus obesus
Neoplocaederus obesus es una especie de escarabajo longicornio del género Neoplocaederus, tribu Cerambycini, subfamilia Cerambycinae. Fue descrita científicamente por Gahan en 1890.

## Descripción
Mide 22-47 milímetros de longitud.

## Distribución
Se distribuye por Bangladés, Bután, China, islas Andamán y Nicobar, India, Birmania, Sri Lanka, Taiwán, Tailandia y Vietnam.